# ARA Santa Fe (S-1)
El ARA Santa Fe (S-1) fue el primer submarino de la Armada Argentina. Fue la primera de las tres unidades de la clase Tarantinos construida en Italia. Fue puesto en gradas en 1928, botado en 1932 y asignado en 1933.

## Historia
En 1927 se firmó un contrato de construcción de tres submarinos con el astillero Cantieri Navale Franco Tosi de Italia. El costo del submarino, al igual que sus hermanos, fue de 208 000 libras esterlinas.
Fue puesto en gradas el 28 de mayo de 1928, botado el 29 de julio de 1931 y entregado el 26 de octubre de 1932. Viajó a Buenos Aires junto al Santiago del Estero y Salta arribando el 7 de abril de 1933. Fue a Mar del Plata el 3 de septiembre, la Base de Submarinos, asiento de la Fuerza de Submarinos.
Fue radiado en 1956 (el 14 de septiembre) fue radiado y posteriormente entregado a la Dirección General de Fabricaciones Militares para su fundición.